# سوزان استایلزمنک
سوزان استایلزمنک (زاده کالیفرنیا) نویسنده بهائی و دانشیار گروه تاریخ و فلسفه دانشگاه ایالتی جکسون در می‌سی‌سی‌پی است. تحقیقات او بیشتر بر روی تاریخ ادیان و مذاهب ایرانی به ویژه زرتشتی و بهائی متمرکز است. او در سال ۱۹۸۳ از دانشگاه آریزونا در مقطع کارشناسی ارشد در رشته هنر و مطالعات شرق‌شناسی فارغ‌التحصیل شد. سپس در سال ۱۹۹۴ موفق به کسب دکترای تاریخ از همان دانشگاه شد. او امروزه در شهر رم زندگی می‌کند.